# Persuasion (film, 2022)
Pour les articles homonymes, voir Persuasion (homonymie).
Pour plus de détails, voir Fiche technique et Distribution.
Persuasion est un film américain réalisé par Carrie Cracknell, sorti en 2022.

## Synopsis
Anne Elliot a éconduit un homme huit ans auparavant. Celui-ci fait de nouveau irruption dans sa vie.

## Fiche technique
- Titre : Persuasion
- Réalisation : Carrie Cracknell
- Scénario : Ron Bass et Alice Victoria Winslow d'après le roman du même nom de Jane Austen
- Musique : Stuart Earl
- Photographie : Joe Anderson
- Montage : Pani Scott
- Production : Andrew Lazar et Christina Weiss Lurie
- Société de production : Mad Chance, Bisous Pictures, Fourth & Twenty Eight Films et Media Rights Capital
- Pays :  États-Unis
- Genre : Drame, romance et historique
- Durée : 108 minutes
- Dates de sortie : 
  - Netflix : 15 juillet 2022

## Distribution
- Dakota Johnson : Anne Elliot
- Cosmo Jarvis : Wentworth
- Richard E. Grant : Sir Walter Elliot
- Yolanda Kettle : Elizabeth Elliot
- Jordan Long : Debt Collector
- Simon Paisley Day : M. Shepherd
- Nikki Amuka-Bird : Lady Russell
- Lydia Rose Bewley : Penelope Clay
- Agni Scott : Mme. Croft
- Stewart Scudamore : l'amiral Croft
- Mia McKenna-Bruce : Mary Musgrove
- Nia Towle : Louisa Musgrove
- Izuka Hoyle : Henrietta Musgrove
- Hardy Yusuf : Charles Musgrove enfant
- Jake Siame : James Musgrove
- Ben Bailey Smith : Charles Musgrove
- Eve Matheson : Mme. Musgrove
- Gary Beadle : M. Musgrove
- Edward Bluemel : le capitaine Harville
- Afolabi Alli : le capitaine Benwick
- Jenny Rainsford : Mme. Harville
- Henry Golding : M. Elliot
- Janet Henfrey : la vicomtesse Lady Dalrymple
- Sophie Brooke : Mlle. Carteret

## Accueil
Le film a reçu un accueil mitigé de la critique. Il obtient un score moyen de 42 % sur Metacritic.